# Archie

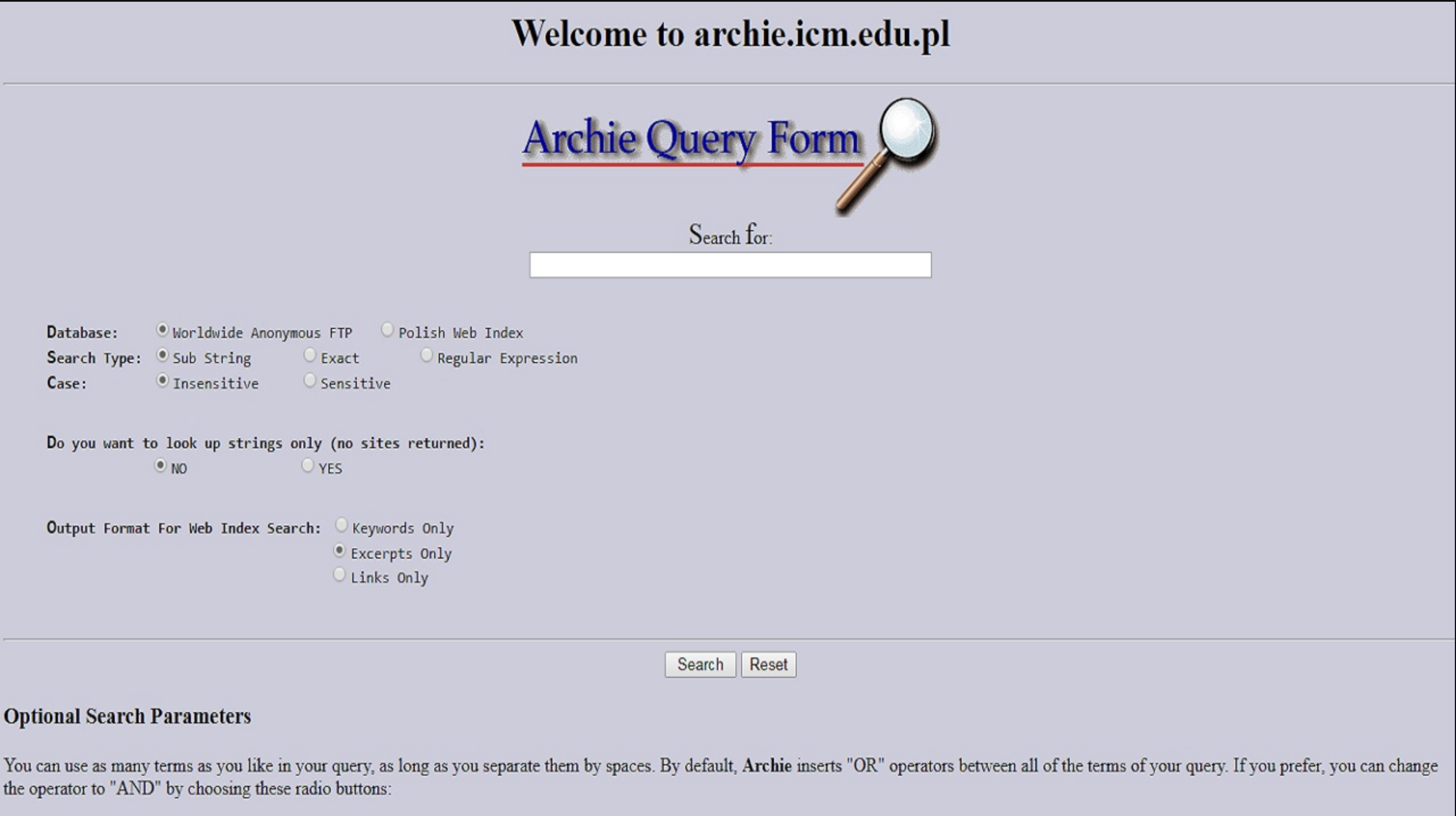

archie（アーキー、アーチー）は、FTPサーバのアーカイブの索引を作り、特定のファイルを検索できるようにした、クライアント・サーバ型システム。史上初のインターネット検索エンジンと呼べるものである。
なお、archieが検索するのはファイル名であり、ファイルの内容ではない。
1990年にモントリオールのマギル大学の学生が最初の実装を開発した。
初期のarchieは単純にFTPサーバに接続してファイルの一覧を取得し（サーバに負荷をかけないよう、月に一度程度）、UNIXのgrepコマンドで検索していた。
後に、より効率のよいフロントエンド・バックエンドが開発され、archieは単なるローカルのツールにとどまらず、インターネット上のいくつものサイトで提供される人気の高いサービスとなった。
そのようなarchieサーバは、専用クライアント（archieやxarchieなど）、Telnet、電子メール、WWWなどさまざまな方法でアクセスできるようになっていた。
archieという名前はarchiveに由来しているが、Archieという名前の漫画も連想させる。
これはもともと意図したものではないが、これに影響されて、この漫画の登場人物のJugheadとVeronicaがGopherの検索システムの名前に使われた。
今日ではWWWの検索のほうがはるかに便利であり、稼動しているarchieサーバはほとんどない。

## サーバの一覧
日本国内にあったarchieサーバは以下の通り。
- archie.kuis.kyoto-u.ac.jp
- archie.foretune.co.jp
- archie.wide.ad.jp
- archie.iij.ad.jp（2006年11月稼動停止）

## 使用例
古典的なコマンドラインクライアントの使用例を示す。
ここでは、"XFree86"という名前のファイルまたはディレクトリを検索している。
```
$ archie -h archie.iij.ad.jp XFree86

Host ftp.gmd.de

    Location: /mirrors2/suse/discontinued/ppc/7.0/suse/inst-sys/usr/X11R6/bin
           FILE -r--r--r--    1762856  Nov 17 2000  XFree86
    Location: /mirrors2/suse/ftp.suse.com/suse/i386/supplementary/X
      DIRECTORY drwxr-xr-x       4096  Jul 16 2003  XFree86
    Location: /mirrors2/suse/ftp.suse.com/suse/ppc/7.3/suse/inst-sys/usr/X11R6/bin
           FILE -r--r--r--    1822964  May  3 2002  XFree86
    Location: /mirrors3/ftp.linuxppc.org/contrib/software/System_Environment
      DIRECTORY drwxr-xr-x       4096  May 27 2000  XFree86
    Location: /mirrors3/ftp.linuxppc.org/contrib/sources/System
      DIRECTORY drwxr-xr-x       4096  Mar 23 2000  XFree86

Host rtfm.mit.edu

    Location: /pub/usenet-by-group/comp.os.linux.answers/linux/howto
           FILE -rw-rw-r--      47032  Nov  6 1995  XFree86
    Location: /pub/usenet-by-hierarchy/comp/os/linux/answers/linux/howto
           FILE -rw-rw-r--      47032  Nov  6 1995  XFree86

Host ftp.sdsc.edu

    Location: /mirrors/cerias.purdue.edu/pub/os/FreeBSD/branches/-current/ports/x11
      DIRECTORY drwxr-xr-x        512  Oct 13 2000  XFree86
    Location: /mirrors/cerias.purdue.edu/pub/os/FreeBSD/development/FreeBSD-CVS/ports/x11
      DIRECTORY drwxr-xr-x        512  Oct 13 2000  XFree86
    Location: /mirrors/coast.cs.purdue.edu/pub/os/FreeBSD/branches/-current/ports/x11
      DIRECTORY drwxr-xr-x        512  Oct  4 2000  XFree86
    Location: /mirrors/coast.cs.purdue.edu/pub/os/FreeBSD/development/FreeBSD-CVS/ports/x11
      DIRECTORY drwxr-xr-x        512  Oct  4 2000  XFree86
```